# منتخب فنلندا لكرة الطائرة للسيدات
منتخب فنلندا الوطني لكرة الطائرة للسيدات (بالفنلندية: Suomen naisten lentopallomaajoukkue)‏ هو ممثل فنلندا الرسمي في المنافسات الدولية في كرة طائرة في فئة كرة الطائرة للسيدات.